# Người pha chế đồ uống có cồn

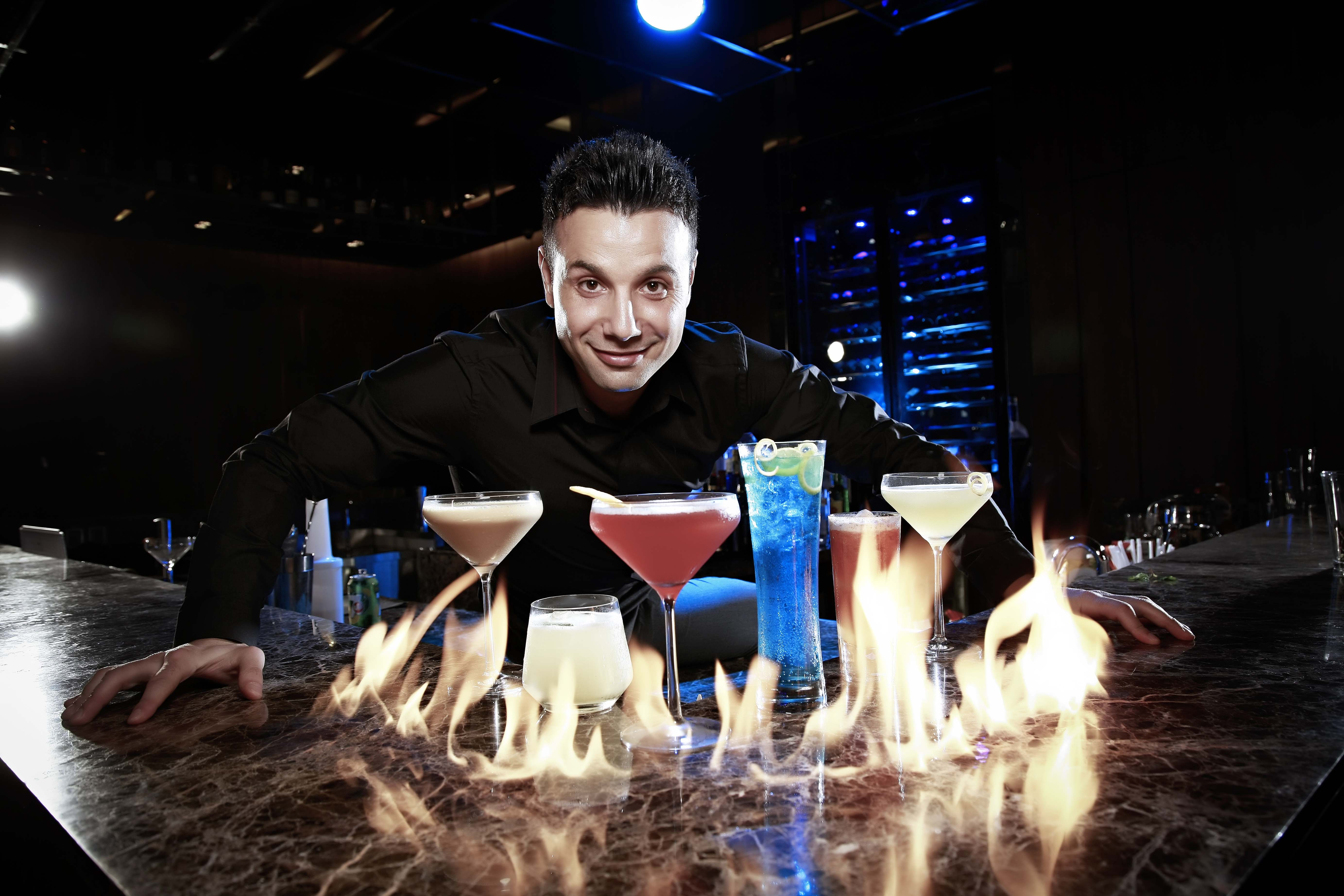
Người làm nghề pha chế đồ uống.

Nhân viên pha chế (tiếng Anh: Bartender) là một người chế biến và phục vụ đồ uống có cồn hoặc nước ngọt sau quầy bar, thường là trong một cơ sở được cấp phép. Người pha chế cũng thường phụ trách duy trì nguồn cung cấp và quản lý hàng tồn kho cho bar. Một nhân viên pha chế thường có thể pha chế các loại cocktail cổ điển như Cosmopolitan, Manhattan, Old Fashioned và Mojito.
Bartender cũng thường chịu trách nhiệm xác nhận rằng khách hàng đáp ứng các yêu cầu về độ tuổi uống rượu hợp pháp trước khi phục vụ đồ uống có cồn cho khách. Tại một số quốc gia, chẳng hạn như Canada, Vương quốc Anh và Thụy Điển, người pha chế có quyền hợp pháp để từ chối thêm đồ uống có cồn với những khách hàng đã say.

## Lịch sử
Trong lịch sử, pha chế là một nghề có uy tín thấp. Công việc này được nhìn nhận qua lăng kính về các vấn đề đạo đức và các ràng buộc pháp lý khác nhau liên quan đến việc phục vụ đồ uống có cồn.
Những người tiên phong trong nghề pha chế như một nghề nghiêm túc xuất hiện vào thế kỷ 19. "Giáo sư" Jerry Thomas đã tạo dựng hình ảnh của người pha chế như một chuyên gia sáng tạo. Harry Johnson đã viết một hướng dẫn pha chế và thành lập cơ quan tư vấn quản lý quán bar đầu tiên.
Vào đầu thế kỷ 20, ít hơn một nửa số nhân viên pha chế ở Luân Đôn là phụ nữ, ví dụ như Ada Coleman. Những cô gái phục vụ ở quán rượu (barmaids) thường là con gái của các thương nhân hoặc thợ cơ khí hoặc đôi khi là những cô gái trẻ từ tầng lớp "better-born", những người đã "sử dụng vốn tự có của mình" và cần thu nhập.
Nghề pha chế nói chung là nghề tay trái, được sử dụng làm công việc nối tiếp cho sinh viên để có được trải nghiệm của khách hàng hoặc tiết kiệm cho học phí tại đại học. Lý do cho điều này là bởi vì người pha chế ở các quốc gia có văn hóa đưa tiền tip như Canada và Hoa Kỳ, có thể kiếm tiền đáng kể từ tiền boa của họ. Tuy nhiên, quan điểm về nghề pha chế như một nghề nghiệp đang thay đổi trên toàn thế giới, và nghề pha chế đã trở thành một nghề từ sự lựa chọn hơn là sự cần thiết. Công việc nà bao gồm  lĩnh vực đào tạo chuyên biệt- Trường Bartender Châu Âu hoạt động tại 25 quốc gia.
Các cuộc thi cocktail như World Class và Bacardi Legacy được tổ chức để ghi nhận người pha chế tài năng trong thập kỷ qua và những người pha chế này cùng với những đồng nghiệp đã truyền bá tình yêu của cocktail và lòng hiếu khách trên toàn thế giới.  Chuyên viên pha chế Kathy Sullivan chủ sở hữu của Sidecar Bartending đã bày tỏ những khó khăn khi trở thành một người pha chế chính, so sánh bạn với đồ uống bạn làm: Trong các thức uống mà bạn muốn cân bằng. Và bạn phải được cân bằng về thể chất, cảm xúc và tinh thần..” 

## Thư viện ảnh

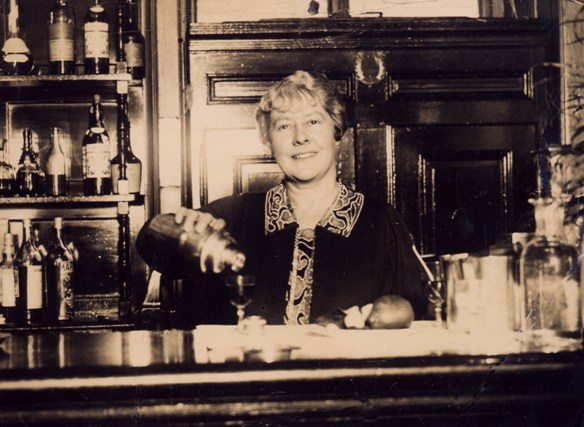
Ada Coleman đang pha chế tại khách sạn Savoy tại London, khoảng năm 1920
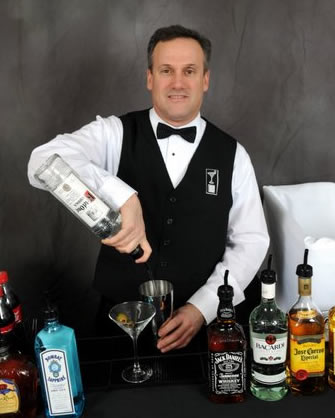
Một nhân viên pha chế rót một chút vodka vào bình lắc cocktail
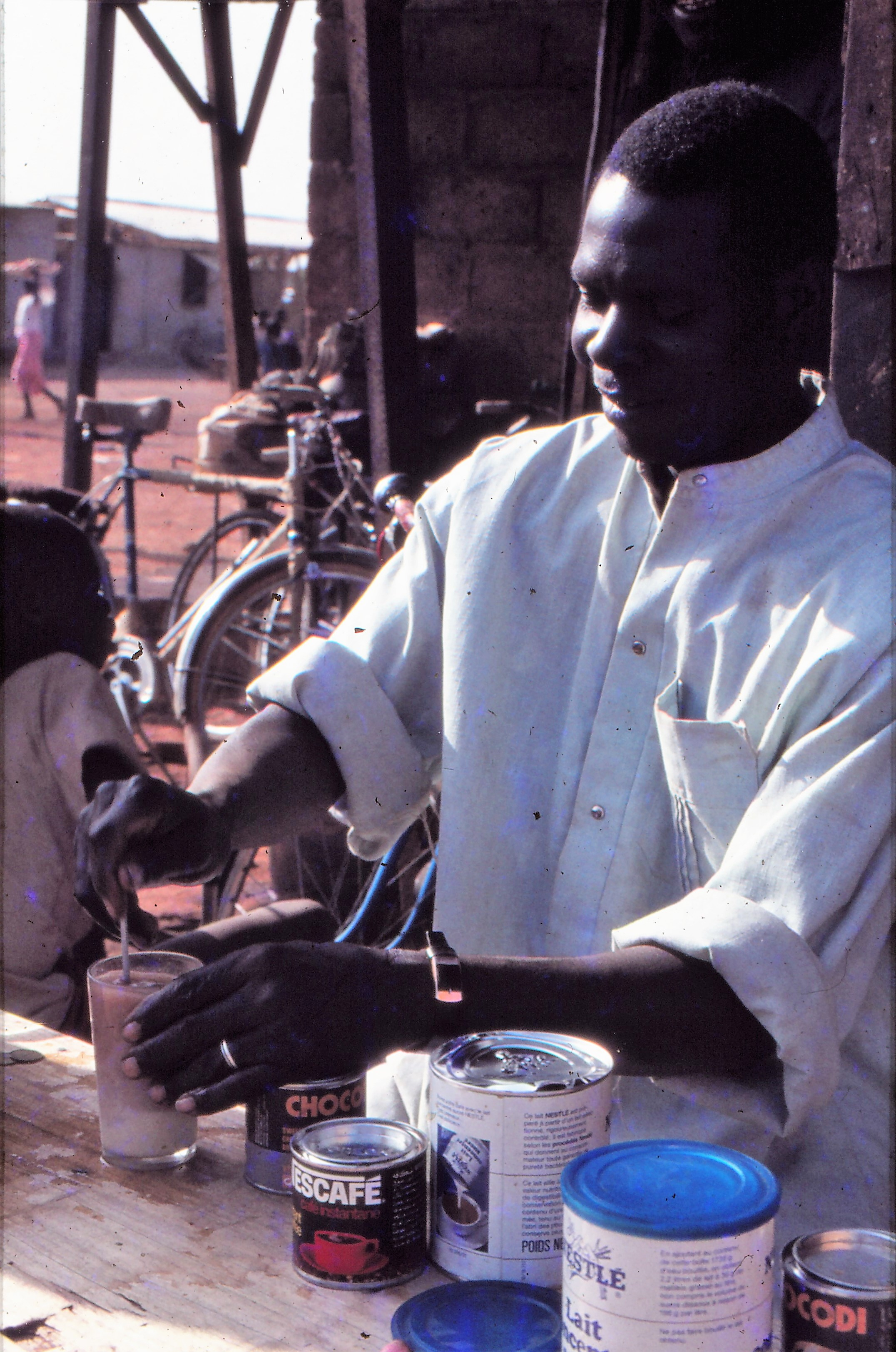
Nhân viên pha chế cà phê, Sangha, Mali, 1984
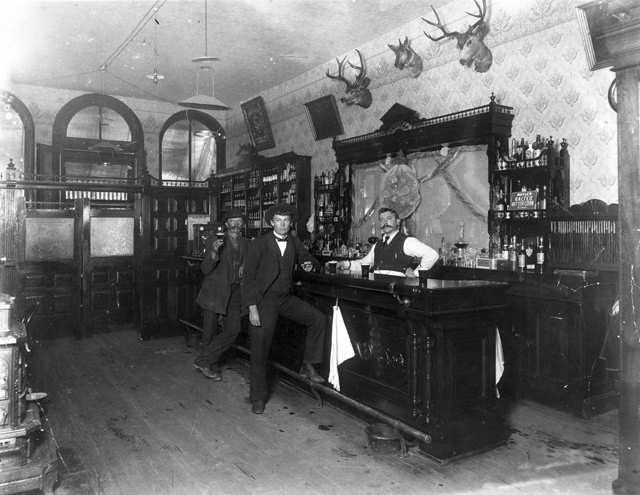
Nhân viên pha chế và hai khách quen tại Toll Gate Saloon, Black Hawk, Colorado, c. 1897
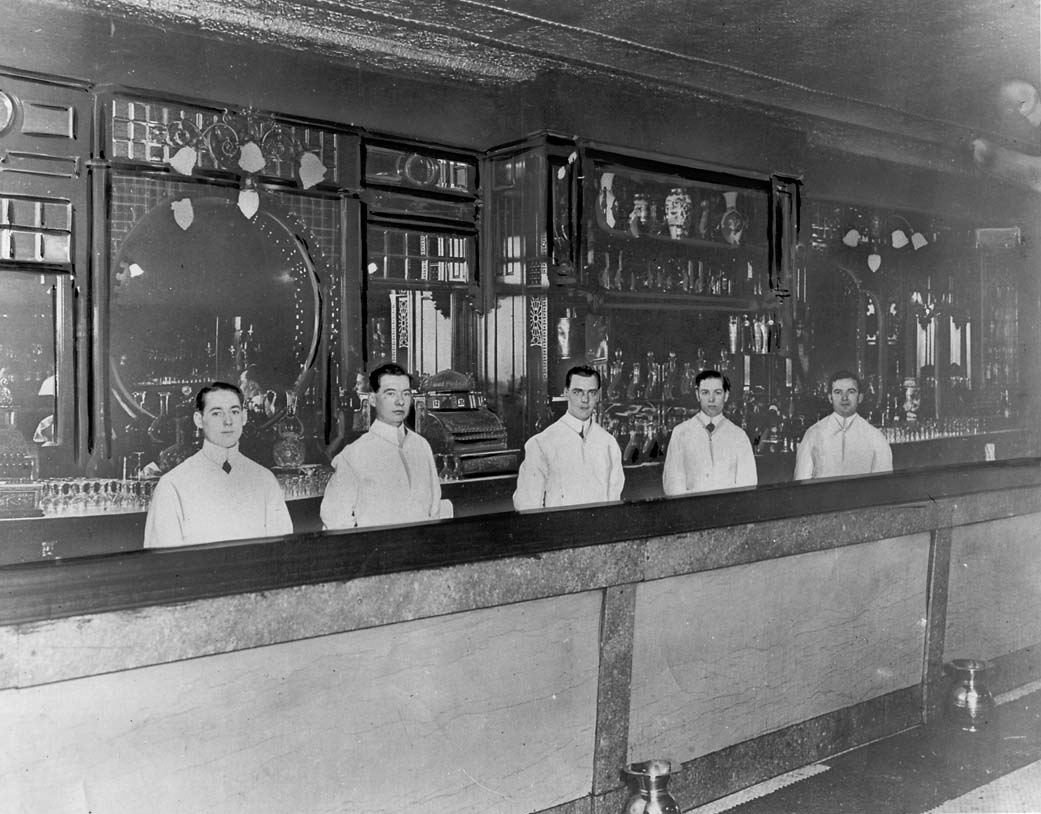
Nhân viên pha chế của khách sạn ở Toronto, 1911
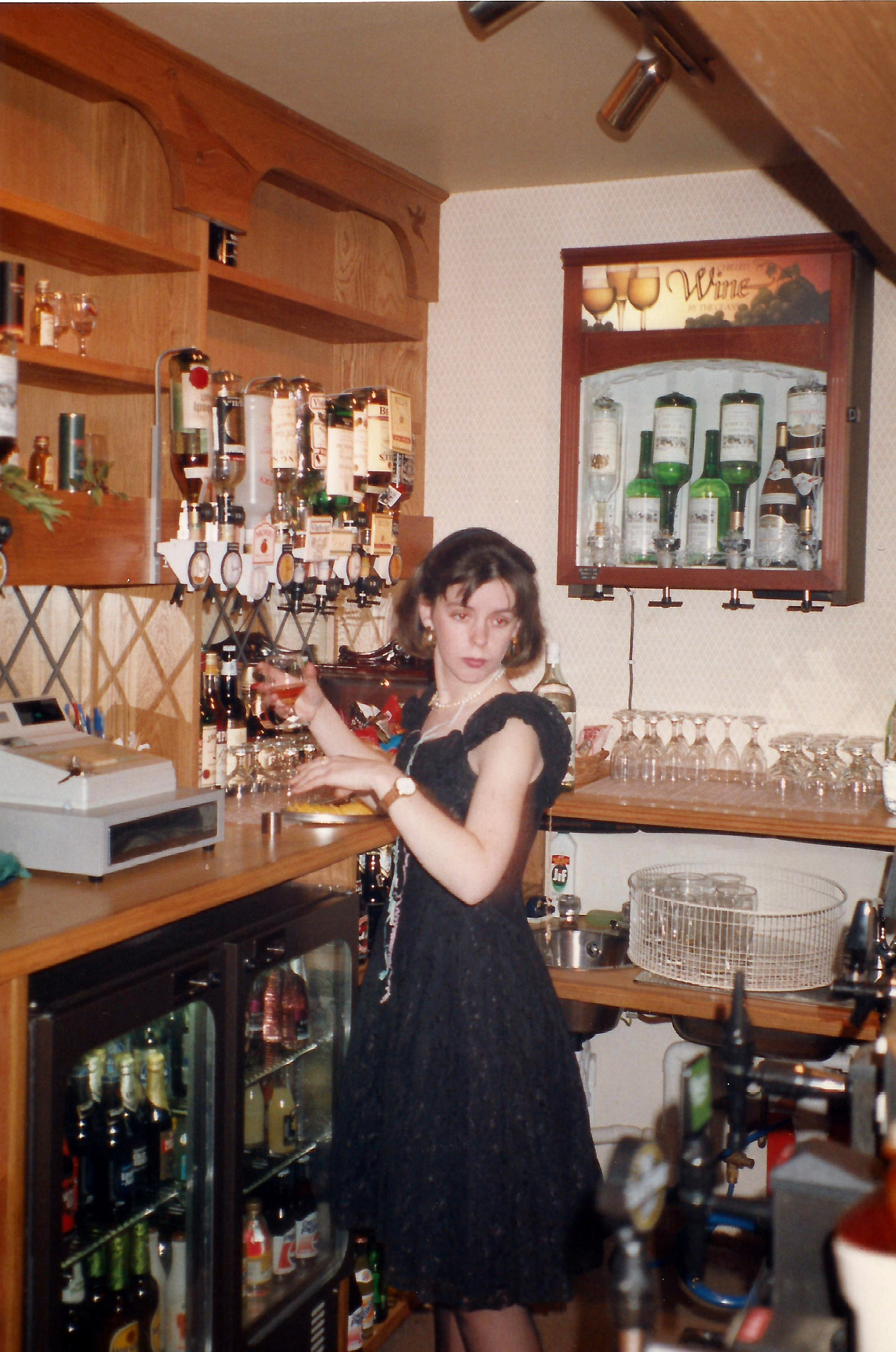
Sinh viên tại Anh làm công việc của nữ nhân viên phục vụ quán bar
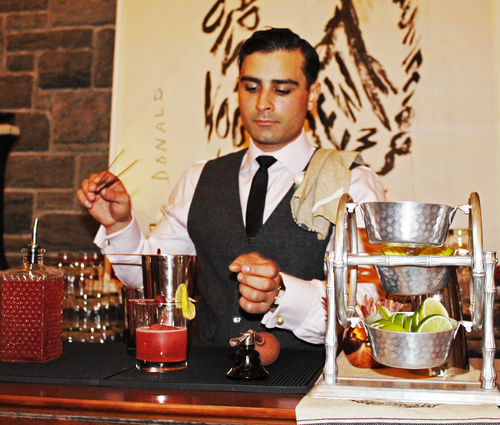
Một nhân viên bartender đang làm một ly cocktail cổ điển